# Лазерний далекомір

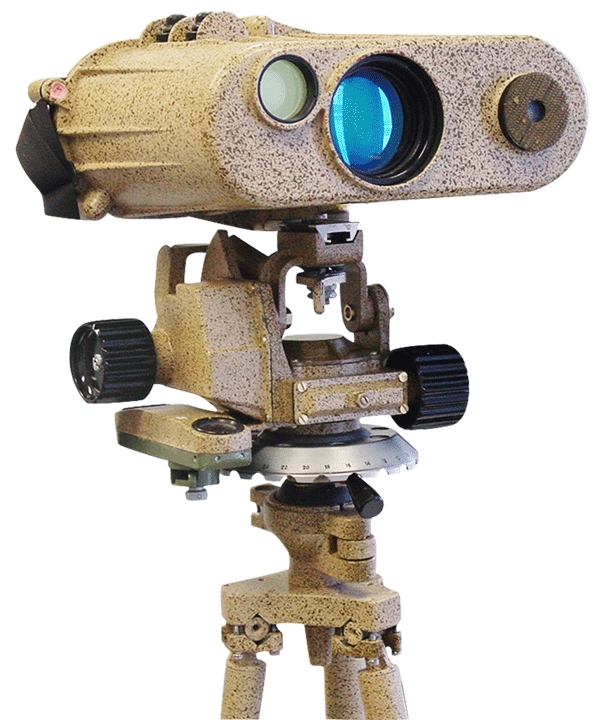
Лазерний далекомір на триподі.

Лазерний далекомір або лазерний віддалемір (англ. laser rangefinder) — прилад, що вимірює відстані використовуючи лазерний промінь.
Застосовується в інженерній геодезії, при топографічному зніманні, в військовій справі, в навігації, в астрономічних дослідження, в фотографія.
Лазерні далекоміри за принципом дії поділяються на імпульсні та фазові.

### Імпульсний лазерний далекомір
Імпульсний лазерний далекомір складається з імпульсного лазера та детектора випромінювання. Вимірявши час, затрачений імпульсом на шлях до перешкоди і назад, помноживши його на швидкість світла, дізнаємось відстань від лазера до перешкоди.
{\displaystyle L={\frac {c}{2n}}t}
де {\displaystyle L} — відстань до перешкоди, {\displaystyle c} — швидкість світла, {\displaystyle n} — показник заломлення середовища, {\displaystyle t} — час проходження імпульсу до перешкоди і назад.
Точність вимірювання відстані визначається точністю вимірювання часу. А також, чим коротший фронт імпульсу, тим краще для точності.

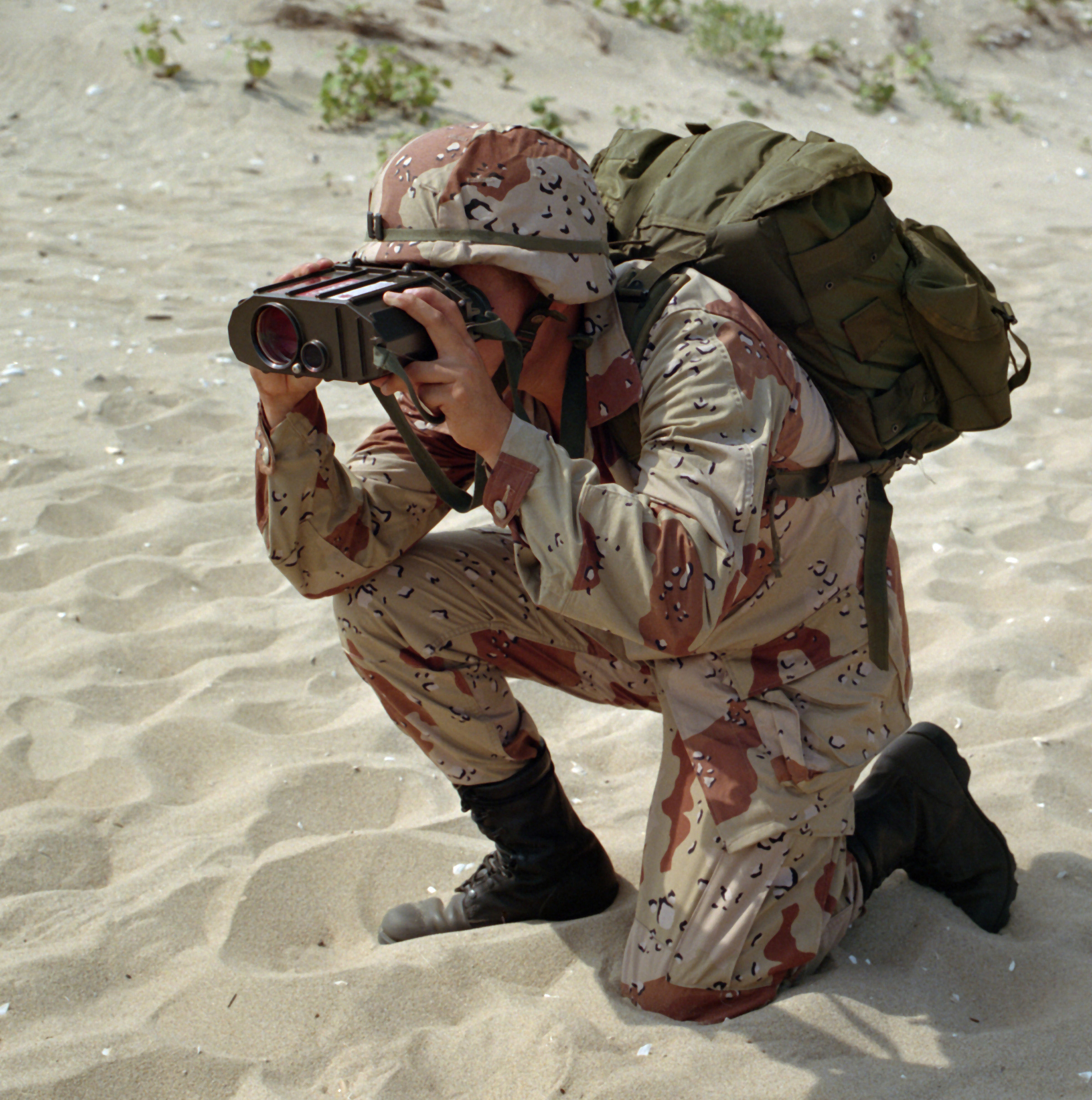
Солдат армії США з лазерним далекоміром GVS-5.

### Фазовий лазерний далекомір
Фазовий лазерний далекомір вимірює відстані на основі порівняння фаз посланого і відбитого променів. У нього більша точність порівняно з імпульсним далекоміром. Також він більш дешевий у виробництві, а тому більш поширений у користувачів.